# David López (historietista)
David López López (Las Palmas de Gran Canaria, 1975) es un historietista español.

## Biografía

### Inicios profesionales
Tras pulir su estilo en el fanzine aragonés 451º, su primer trabajo profesional fue la serie Espiral, con la que obtuvo gran éxito en un momento en que el mercado estaba especialmente receptivo al costumbrismo sentimental, género al que el añadiría un toque surrealista muy personal. Al tiempo que se inscribe en el “slice of life”, las serie incluye absurdos y toques de aventura que, además de contribuir a dar vida a la historia, señalan una singular personalidad autoral. Se trata de un proyecto atípico. A finales de los noventa, con el cómic indie y todo lo que ello representa ("slice of life", la inclusión de lo cotidiano personal en las historietas…) David propone una mezcla entre realismo sentimental y fantasía absurda que consigue captar un buen número de acérrimos seguidores. El dibujante se vuelca al contar las peripecias de una encantadora chica de provincias que llega a Barcelona y deja clara su impronta en sus prólogos, referencias musicales, etc. Entre el cartoon y el detalle, Ana y compañía van planteando un mundo propio que se completa, por el momento, con Espiral: Polaroids, tomo publicado por Planeta en el que se cerrarían cabos sueltos de una serie abruptamente finalizada. Espiral se ha publicado serializada también en Italia, donde igualmente se ha ganado el favor del público.
Antes, un par de colaboraciones con Dude Comics, una historia con los personajes de Espiral y un one-shot, Amarillo Enamorado, una bonita historia de amor y absurdo muy característica de su estilo y en la que el estilo gráfico del dibujante se va afianzando notablemente. Durante esta época, López compartió estudio con otros dibujantes como Jesús Saiz o Fernando Blanco, con la lógica influencia estilística y que se conformaron también en un grupo de apoyo para dar el salto a EE. UU.

### El mercado estadounidense (2002-)
2002 supone, además de la despedida (por el momento) del universo Espiral, el salto del dibujante al mercado estadounidense, gracias a la mediación de su agente David Macho. Su primer encargo fue un número de Justice League Adventures, el 9, en el que el estilo suelto de David no sufriría demasiado, pese a tener que sujetarse a unos estándares animados. La adaptación a un estilo mucho más realista, del gusto del mercado estadounidense, sería en un encargo para Legends of the Dark Knight, el arco comprendido entre el 159 y el 161 de la colección, llamado "Loyalties". David pagaba aquí el pato de pasar a un esquema de producción estricto como el estadounidense y no conseguía del todo sacarle partido al guion de John Ostrander. Todavía reconocible el estilo Espiral, hay que decir en su favor que el entintado del veterano Dan Green no acababa de tener la química necesaria con su dibujo.
De ahí pasó a colaborar con Peter David en una serie de su creación, Fallen Angel. Un proyecto peculiar, en tanto en cuanto la creación del guionista se integró en el Universo DC habitual aunque no llegó a tener mucho contacto. Tras una veintena de números en los que David realizó un trabajo encomiable junto a su inseparable Fernando Blanco, la serie pasó a otra editorial, IDW. Mientras tanto, el dibujante realizó otro encargo para Legends of the Dark Knight (los números 190 y 191) quitándose, ahora sí, la espinita clavada con su anterior trabajo en esta serie. Además, también ha tenido tiempo de realizar diversos fill-in en series como JSA (número 76) y Birds of Prey (número 86, compartiendo páginas con Bruce Timm). A principios de 2006 el dibujante realizaba la que, por ahora, es su única colaboración con Marvel, un What If protagonizado por Namor junto al guionista de moda Greg Pak.
De ahí pasó a una de las series punteras del universo Batman. A partir del número 53 de Catwoman, los “López”, David y Álvaro se encargaron de esta serie mimada en lo que a artistas se refiere (Cameron Stewart, Darwyn Cooke, Javier Pulido, Paul Gulacy, portadas de Adam Hughes) en un momento de especial importancia para la serie. Su primer número en la serie ha sido todo un bombazo y DC ha tenido que hacer una segunda edición.
Después de foguearse en DC, David dio el salto a Marvel, donde ha desarrollado el grueso de su trabajo hasta la actualidad. A lo largo de estos años ha trabajado en proyectos relacionados con la práctica totalidad de personajes más conocidos de la editorial: X-Men, Lobezno, los Vengadores, Spider-man... Su proyecto más reciente es el relanzamiento de la  Capitana Marvel, junto a la guionista Kelly Sue Deconnick, que ha cosechado excelentes críticas.

## Valoración crítica
David es quizá uno de los historietistas españoles contemporáneos que mejor se maneja en el resbaladizo campo de las relaciones interpersonales, y aunque ha sido la vertiente más realista de su dibujo lo que le ha abierto las puertas de los populares superhéroes estadounidenses, sin duda fueron sus historias, tan cercanas, las que han conseguido que se gane el favor del público europeo.

## Bibliografía esencial

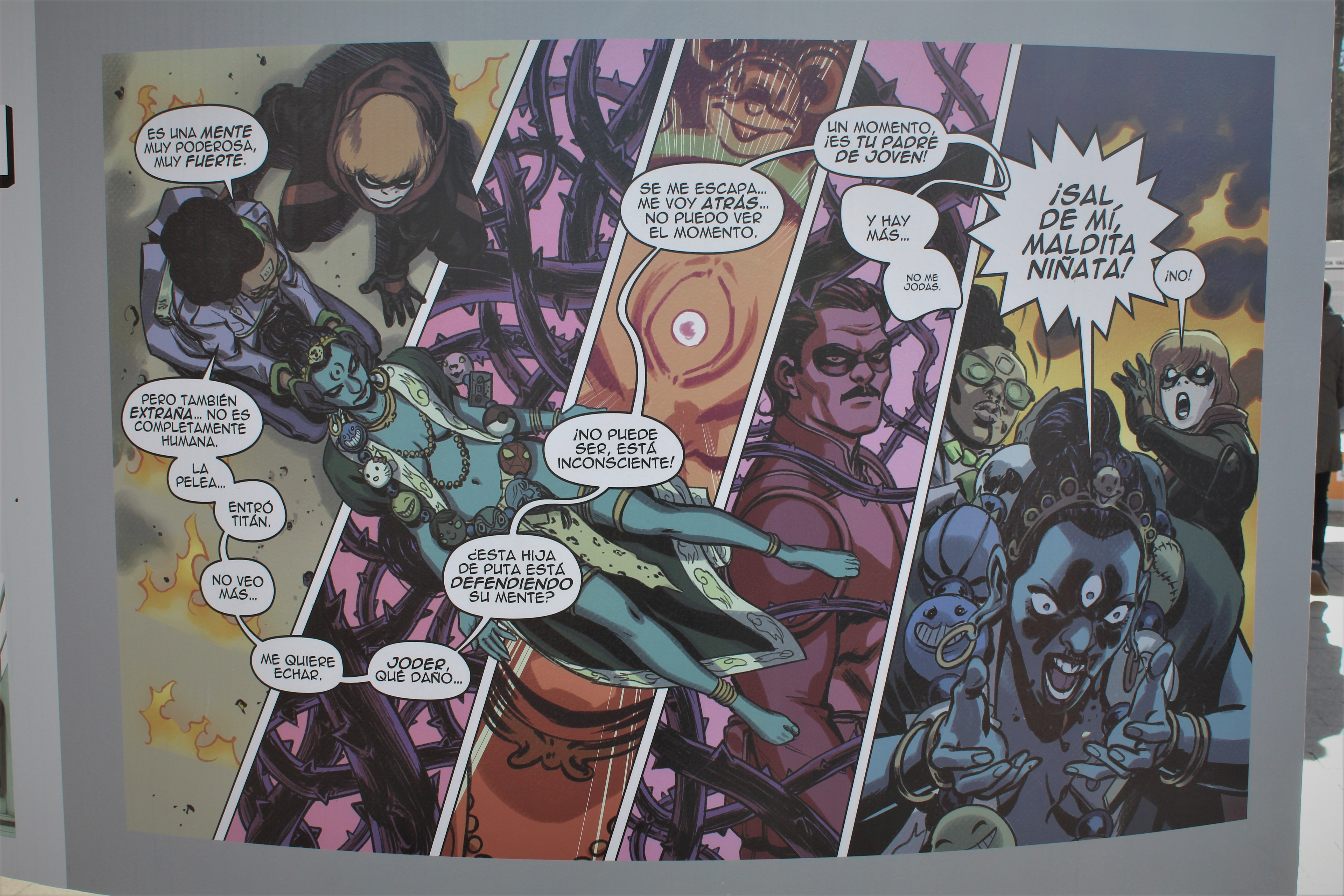
Dibujos de López en una exposición en la calle.